# الصفحة الأولى (فلم 1931)
الصفحة الأولى (بالإنجليزية: The Front Page) هو فيلم كوميدي تم إنتاجه في الولايات المتحدة وصدر في سنة 1931. الفيلم من إخراج لويس مايلستون.

## ترشيحات وجوائز
| السنة | الحدث  | الفئة     | النتيجة |
| ----- | ------ | --------- | ------- |
| 1931  | أوسكار | أفضل فيلم | ترشـيـح |

## وصلات خارجية
- مقالات تستعمل روابط فنية بلا صلة مع ويكي بيانات